# 321 TCN
321 TCN là một năm trong lịch La Mã.